# 王國瑚
王國瑚（1555年—？），字夏器，號珍吾，山西平陽府蒲州猗氏縣原頭里人，明朝政治人物。同進士出身。

## 生平
十九歲中萬曆元年（1573年）山西癸酉科鄉試第二十三名舉人。萬曆二十年（1592年），登壬辰科第三甲第二百三十七名進士，初授行人，萬曆三十二年（1604年）任柏鄉知縣，後升戶部主事，萬曆四十六年（1618年）以員外郎出任延安府知府。天啟元年（1621年）十二月，升至陝西按察司副使、肅州兵備道，升光祿寺少卿。五年被削籍為民，崇禎初恢復官職。

## 家族
曾祖王有；祖父王守；父王明德。